# Papegaaitangare
De papegaaitangare (Chlorornis riefferii) is een zangvogel uit de familie Thraupidae (tangaren).

## Verspreiding en leefgebied
Deze soort telt 5 ondersoorten:
- C. r. riefferii: Colombia en Ecuador.
- C. r. dilutus: noordelijk Peru.
- C. r. elegans: centraal Peru.
- C. r. celatus: zuidelijk Peru.
- C. r. bolivianus: westelijk Bolivia.